# Phrynopus
Phrynopus (espécie-tipo: P. peruanus Peters, 1873) é um género de anfíbios anuros, polifilético.
Até recentemente, a espécie Phrynopus pereger Lynch, 1975, era colocada neste género, mas uma revisão moveu-a para o género Eleutherodactylus.

## Espécies
- Phrynopus adenobrachius Ardila-Robayo, Ruiz-Carranza & Barrera-Rodriguez, 1996.
- Phrynopus adenopleurus Aguayo-Vedia & Harvey, 2001.
- Phrynopus anancites Rodriquez LO & Catenazzi A, 2017.
- Phrynopus bagrecitoi Lynch, 1986.
- Phrynopus barthlenae Lehr & Aguilar, 2002.
- Phrynopus boettgeri Lehr, 2006.
- Phrynopus bracki Hedges, 1990.
- Phrynopus brunneus Lynch, 1975.
- Phrynopus capitalis Rodriquez LO & Catenazzi A, 2017.
- Phrynopus carpish Lehr, Rodriguez & Córdova, 2002.
- Phrynopus columbianus (Werner, 1899).
- Phrynopus cophites Lynch, 1975.
- Phrynopus dagmarae Lehr, Aguilar & Köhler, 2002.
- Phrynopus dumicola Rodriquez LO & Catenazzi A, 2017.
- Phrynopus fallaciosus Duellman, 2000.
- Phrynopus flavomaculatus (Parker, 1938).
- Phrynopus heimorum Lehr, 2001.
- Phrynopus horstpauli Lehr, Köhler & Ponce, 2000.
- Phrynopus iatamasi Aguayo-Vedia & Harvey, 2001.
- Phrynopus inti Lehr, von May, Moravec & Cusi, 2017
- Phrynopus juninensis (Shreve, 1938).
- Phrynopus kauneorum Lehr, Aguilar & Köhler, 2002.
- Phrynopus kempffi De la Riva, 1992.
- Phrynopus laplacai (Cei, 1968).
- Phrynopus lucida Cannatella, 1984.
- Phrynopus montium (Shreve, 1938).
- Phrynopus nanus (Goin & Cochran, 1963).
- Phrynopus nebulanastes Cannatella, 1984.
- Phrynopus parkeri Lynch, 1975.
- Phrynopus peraccai Lynch, 1975.
- Phrynopus personatus Rodriquez LO & Catenazzi A, 2017.
- Phrynopus peruanus Peters, 1873.
- Phrynopus peruvianus (Noble, 1921).
- Phrynopus pinguis Harvey & Ergueta S., 1998.
- Phrynopus simonsii (Boulenger, 1900).
- Phrynopus spectabilis Duellman, 2000.
- Phrynopus tautzorum Lehr & Aguilar, 2003.
- Phrynopus thompsoni Duellman, 2000.
- Phrynopus wettsteini (Parker, 1932).